# معیارهای اسمارت
معیارهای اسمارت یک سری معیار هستند که برای تعیین اهداف یک پروژه، مدیریت عملکرد کارکنان، و رشد شخصی به کار می‌روند. اسمارت در انگلیسی به معنای هوشمندانه است و نام معیارهای اسمارت، در واقع بازی با کلمات انگلیسی است. خود عبارت اسمارت در اینجا یک مخفف از پنج کلمهٔ انگلیسی است (که در زیر شرح داده شده‌است). اصلی‌ترین بخش‌های این معیارها، حروف S (مخفف specific به معنای «مشخص») و M (مخفف measurable به معنای «قابل اندازه‌گیری») بوده‌اند؛ حروف دیگر توسط هر نویسنده‌ای به شکلی متفاوت توضیح داده شده‌اند.
معیارهای اسمارت عموماً با مفهوم مدیریت توسط اهداف که پیتر دراکر مطرح کرد مرتبط می‌شوند. اولین کاربرد شناخته‌شده از عبارت «معیارهای اسمارت» در نسخهٔ نوامبر ۱۹۸۱ نشریهٔ مرور مدیریت توسط جرج تی دوران یافت شده‌است. مزیت اصلی استفاده از معیارهای اسمارت آن است که راحت‌تر می‌توان هدف‌ها را فهمید و تشخیص داد که چه زمانی کامل شده‌اند.

## تاریخچه
در نسخهٔ نوامبر ۱۹۸۱ مرور مدیریت مقاله‌ای از جرج تی دوران چاپ شد که عنوانش بود «There's a S.M.A.R.T way to write management's goals and objectives» (ترجمهٔ تحت‌اللفظی: «راهی اسمارت برای نوشتن اهداف مدیریت وجود دارد»). این مقاله اهمیت اهداف و دشواری‌های تعیین هدف را برمی‌شمرد و معیارهای زیر را مطرح می‌کند:
در شرایط ایده‌آل، اهداف یک شرکت، بخش یا واحد کاری باید چنین باشند:
- S مخفف Specific (مشخص) – یک حوزهٔ مشخص را برای بهبود هدف قرار دهید.
- M مخفف Measurable (قابل اندازه‌گیری) – پیشرفت را اندازه‌گیری کنید یا دست کم معیاری برای اندازه‌گیری آن مشخص کنید.
- A مخفف Assignable (قابل واگذاری) – مشخص کنید چه کسی مسئول اجرای آن است.
- R مخفف Realistic (واقع‌گرایانه) – ذکر کنید که با منابع موجود، چه نتیجه‌ای را می‌توان به‌طور واقع‌گرایانه‌ای انتظار داشت.
- T مخفف Time-related (زمان‌مند) – مشخص کنید که اهداف در چه زمانی حاصل خواهند شد.

توجه کنید که این معیارها نمی‌گویند که تمام اهداف در تمام سطوح باید قابل اندازه‌گیری باشند. در برخی شرایط این واقع‌گرایانه نیست که سعی کنیم هدفی را اندازه‌گیری کنیم، به خصوص زمانی که هدف مرتبط با مدیران میانی است. مدیران و شرکت‌ها می‌توانند مزایای یک هدف انتزاعی‌تر را فدای این کنند که هدفشان قابل اندازه‌گیری بشود. اما آنچه واقعاً مهم است ترکیبی از هدف و مسیری است که برای رسیدن به آن طی می‌شود. برای همین مدیران جدی باید روی هر دوی این‌ها تمرکز کنند و نه فقط روی خود هدف.— ترجمه از There's a S.M.A.R.T. way to write management's goals and objectives

## تعاریف دیگر
هر حرف در مخفف SMART به یک معیار جدا برای ارزیابی اهداف اشاره می‌کند. منابع مختلف تعاریف متفاوتی از هر کدام از این حروف کرده‌اند. متداول‌ترین تعابیر به شرح زیر است.
| حرف | متداول‌ترین تعبیر                 | سایر تعابیر |
| --- | -------------------------------- | --- |
| S   | Specific = مشخص                  | Strategic = استراتژیک (راهبردی) |
| M   | Measurable = قابل اندازه‌گیری     | Motivating = انگیزه‌بخش |
| A   | Achievable = قابل دستیابی        | Agreed = مورد توافق Attainable = قابل دستیابی Action-oriented = عمل‌محور Ambitious = بلندپروازانه Aligned with corporate goals = هم‌راستا با اهداف شرکت (ترکیبی از موارد بالا)                        |
| R   | Relevant = مرتبط                 | Realistic = واقع‌گرایانه Resourced = دارای منابع reasonable, (ترکیبی از موارد بالا) Results-based = مبتنی بر نتایج                                                                                   |
| T   | Time-bound = دارای محدودیت زمانی | Trackable = قابل ردگیری Time-based = زمان‌مند Time limited = دارای محدودیت زمانی Time/cost limited = دارای محدودیت زمان و هزینه timely, Time-sensitive = دارای حساسیت زمانی Timeframe = چارچوب زمانی |

انتخاب ترکیب خاصی از این تعابیر می‌تواند باعث تکرار در مفاهیم بشود؛ مثلاً اگر برای حرف A عبارت «attainable» (به معنی قابل دستیابی) انتخاب شود و برای حرف R عبارت «realistic» (به معنی واقع‌گرایانه)، این هر دو به یک مفهوم (یا به مفاهیمی که همپوشانی زیادی با یکدیگر دارند) اشاره می‌کنند. بسیار دیده شده که در شرایطی که مدیریت نیاز به حمایت ذی‌نفعان دارد (مثلاً در زمان ارزشیابی‌ها)، حرف A با مفهوم «agreed» (به معنای مورد توافق) مرتبط می‌شود.

## معیارهای اضافی
برخی از نویسندگان معیارهای دیگری نیز به معیارهای اسمارت افزوده‌اند. نمونه‌هایی از این دست در زیر آمده‌است.
- SMARTER
  - E برای evaluation (ارزیابی) و R برای reviewed (بازبینی‌شده)[۴]
  - E مخفف evaluate consistently (ارزیابی مداوم) و R مخفف recognize mastery (تشخیص تسلط)[۵]
- SMARTTA
  - T برای trackable (قابل ردگیری) و A برای agreed (مورد توافق)[۱۳]
- SMARRT
  - R اضافه برای relevance (مرتبط بودن).[۱۹] در اینجا منظور مرتبط بودن با اهداف و چشم‌انداز درازمدت است.